# Peter Ludwigs

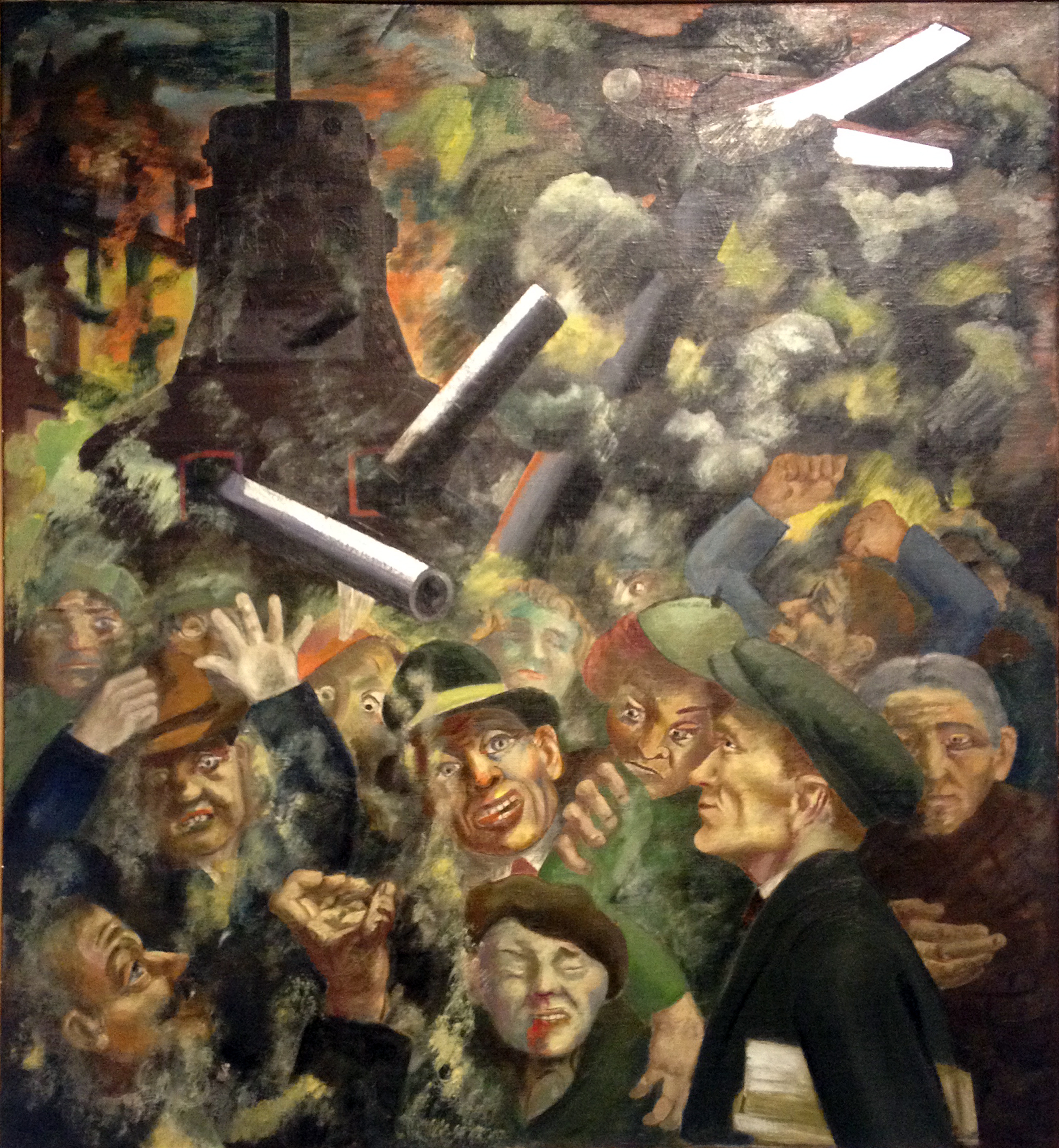
Der Krieg, 1937

Peter Ludwigs (* 16. Februar 1888 in Aachen; † 3. Juli 1943 in Düsseldorf) war ein deutscher Bildhauer und Maler.

## Leben und Werk
Peter Ludwigs, einer Aachener Fabrikantenfamilie entstammend, studierte zunächst Bildhauerei an den Akademien in Aachen, Lüttich und Brüssel. 1911 zog er nach Düsseldorf, wo er auch heiratete. Zurück aus dem Ersten Weltkrieg, an welchem er von 1915 bis 1918 freiwillig teilgenommen hatte, schloss er sich neben Otto Pankok und Gert Heinrich Wollheim dem links gerichteten Aktivistenbund 1919 („neuen Gesellschaft für künstlerische Kultur“) an. Die Zusammenkünfte, wie auch Ausstellungen, fanden im Haus des Fotografen und Chemikers Erwin Quedenfeldt in der Rosenstraße 28 statt. Auch gehörte Ludwigs zu den Mitbegründern der Bewegung Das Junge Rheinland mit Anschrift unter der Galerie „Neue Kunst Frau Ey“. Bei Mutter Ey trafen sich die jungen Künstler der Gruppe. In dieser Zeit wandte er sich verstärkt der Malerei zu und zeigte in seinen Arbeiten schon früh ausgeprägtes soziales Engagement. Schließlich wurde er Schriftführer des Reichsverbandes Bildender Künstler Deutschlands Gau Rheinland in Düsseldorf.
1922 wurde Ludwigs KPD-Mitglied und 1924 Mitbegründer der politisch-satirischen Zeitschrift Die Peitsche. Gemeinsam mit Karl Schwesig und Gert Wollheim veröffentlichte er Skizzen und Grafiken, die ein Zeichen gegen mordende Freikorps, Klassenjustiz und Militarismus setzten. Im selben Jahr beteiligte er sich an der Ersten Allgemeinen Deutschen Kunstausstellung in Moskau (1924), gemeinsam mit Otto Dix, Hans Baluschek, Heinrich Zille, Käthe Kollwitz und vielen mehr.
1926 lernte er die oldenburgische Künstlerin Luzie Uptmoor kennen, die er ab 1927 in Düsseldorf unterrichtete und mit der er sich von Mitte der 1930er bis Anfang der 1940er Jahre in der Konkordiastraße 19 ein Atelier teilte. Nach dem Zerfall des Jungen Rheinlands wurde Ludwigs Vorstandsmitglied der Rheinischen Sezession. Im Sommer 1929 reiste er gemeinsam mit Luzie Uptmoor und dem Maler Heinz Tappeser (1888–1942) für drei Monate nach Marseille, Cassis und Arles in Südfrankreich.
1929 gründet Peter Ludwigs gemeinsam mit den Malerkollegen Karl Schwesig, Mathias Barz, Hanns Kralik, Julo Levin, Carl Lauterbach und dem Regisseur und Schauspieler Wolfgang Langhoff die Düsseldorfer Gruppe Assoziation revolutionärer bildender Künstler, kurz „ASSO“. Zur selben Zeit hatte Langhoff die Leitung der jüngst gegründeten Agitprop-Theatergruppe „Nordwest ran!“ übernommen, jener kommunistischen Laientheatergruppe, zu der auch Hilarius Gilges gehörte.

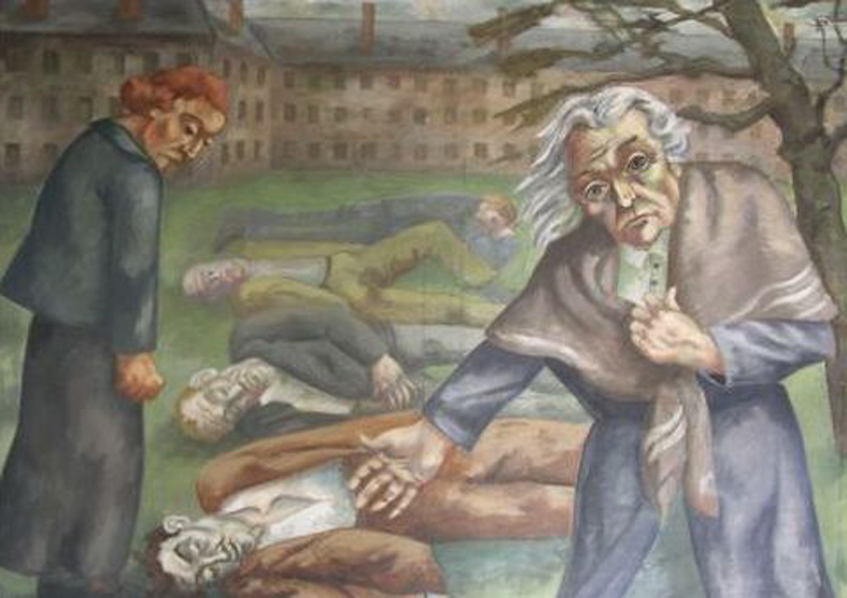
Mutter B., 1937

Nach der Machtergreifung Hitlers erhielt Ludwigs 1933 mit seinen Bildern, welche von den Nazis als Entartete Kunst klassifiziert wurden, Ausstellungsverbot und zog sich immer mehr zurück. Zuvor, in den 1920er und Anfang der 1930er Jahre, war Ludwigs auf vielen wichtigen Ausstellungen vertreten. Nun mit Berufsverbot belegt und dadurch verarmt, arbeitete er im Widerstand gegen den Nationalsozialismus und verteilte illegale kommunistische Schriften. Aus der ehemaligen Avantgarde des Jungen Rheinlands und der Rheinischen Sezession hatte sich schließlich in Düsseldorf um Pankok ein Kreis antifaschistischer Künstler gebildet, unter anderen Julo Levin, Franz Monjau, Mathias Barz, Carl Lauterbach, Peter Ludwigs und Will Küpper. Die Grundlage bildete Kontakte gegen Isolation, staatlichen Druck und Resignation sowie materielle Hilfe untereinander. Peter Ludwigs stand unter dauernder Beobachtung durch die Gestapo. Im März 1937 wurde er wegen Vorbereitung zum Hochverrat verhaftet, 1938 wieder entlassen. Auch gegen Luzie Uptmoor und weitere Freunde wurden Anklagen erhoben. 1937 malte er unter anderen das Gemälde Mutter B. Es zeigt eine alte Frau vor dem Hintergrund des Gefängnisses Ulmer Höh, die anklagend auf drei Leichen weist. Vermutlich handelt es sich um die Mutter der Freundin von Karl Schwesig, welche den inhaftierten Künstlern oft Essen brachte. Ludwigs verarbeitete in diesem Bild Nachrichten über Verfolgung, Verhaftung und Ermordung von Freunden aus dem Widerstand.
Am 5. Februar 1943 erfolgte eine erneute Verhaftung. Wieder wurde er in das Gefängnis Ulmer Höh gebracht. Der hochgradig zuckerkranke Ludwigs überstand diese Zeit nicht, hatte dort noch schwere Straßenräumarbeiten verrichtet und verstarb im Juli 1943 an Insulinentzug in der Gestapohaft.

„Der Maler Levin, einer unserer begabtesten Künstler, wurde eines Tages von Berlin nach Auschwitz gebracht und endete dort in der Gaskammer. Dann kam Peter Ludwigs an die Reihe; er starb im Kerker in Düsseldorf. Er war zudem ein fanatischer Widerstandskämpfer und hatte oft Zeichnungen für illegale Plakate geliefert.“

Im südlichen Teil des Golzheimer Friedhofs wurde am 19. Juni 1982 ein Gedenkstein für die Maler Peter Ludwigs, Karl Schwesig, Franz Monjau und Julo Levin aufgestellt. Ein Stolperstein in der Konkordiastraße 19, dem ehemaligen Wohnort, erinnert an den Maler Peter Ludwigs.
Die Moderne Abteilung des Museum Kunstpalast verfügt über gut dreißig Gemälde aus dem Nachlass von Peter Ludwigs.

## Werke (Auswahl)

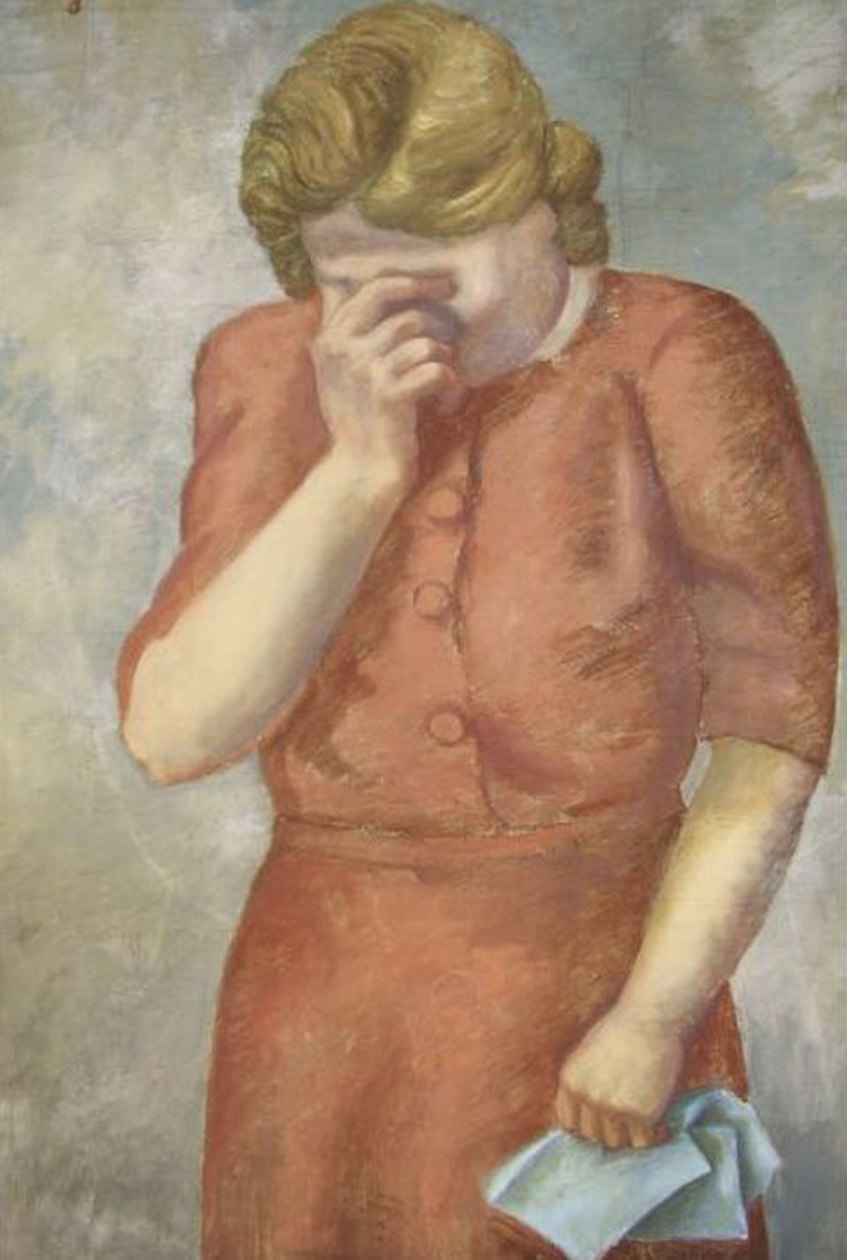
Der Brief, 1940

- Im Varieté, Kaltnadelradierung um 1925[12]
- Mutter Ey, Druckgrafik, 1925, zerstört, vormals Kunstsammlungen der Stadt Düsseldorf
- Adenau, 1927, Museum Kunstpalast, Düsseldorf
- Das Schachspiel, 1927, Museum Kunstpalast, Düsseldorf
- Fischer in Cassis, 1929
- Felder in Kappeshamm, 1929, Museum Kunstpalast, Düsseldorf
- An der Schleuse, 1930
- Altrheinlandschaft mit Fischern
- Die Umarmung (Ein Liebespaar), 1936/1937
- Der Krieg, 1937, Museum Kunstpalast, Düsseldorf
- Mutter B., 1937
- Hafenszene, 1939
- Der Brief, 1940, Museum Kunstpalast, Düsseldorf
- Kartoffelernte, 1941, Museum Kunstpalast, Düsseldorf
- Kriegerwitwen (Drei Frauen), 1941, Museum Kunstpalast, Düsseldorf

## Ausstellung (Auswahl)

Hafenszene, 1939

- 1927: Düsseldorf-Münchener Kunst, Kunstpalast Düsseldorf
- 1982/1983: Monografie Peter Ludwigs (Malerei, Grafik, Dokumente), Stadtmuseum Landeshauptstadt Düsseldorf